# Superinteressante
Superinteressante (chamada popularmente de "Super") é uma revista brasileira de divulgação científica e cultura, publicada mensalmente pela Editora Abril desde setembro de 1987.
Em 2010, a revista tinha uma tiragem de 400 000 exemplares, sendo a terceira maior revista da Editora Abril na época, atrás apenas de Veja e Cláudia.
Em 1992, a publicação ganhou o Prêmio José Reis de Divulgação Científica. Em 2001, o Prêmio Abril escolheu a Super como a "Revista do Ano". Em 2002, recebeu o Prêmio Malofiej por ser a "revista que melhor usa infográficos no mundo".

## História
Em 1987, a Editora Abril comprou os direitos da revista espanhola Muy Interesante, e planejava publicá-la de forma integral, apenas fazendo traduções, algo também feito na Alemanha, França e Itália. Então descobriu que os fotolitos (chapas usadas durante o processo de impressão) eram maiores que os brasileiros, o que os levou a fazer as próprias reportagens. Atualmente ocorre o contrário: a Super exporta suas matérias para filiais estrangeiras.
A revista começou com revistinhas de vinte páginas distribuídas dentro de outras revistas da Abril (a "edição zero"). A edição número 1 foi lançada quinze dias depois, no fim de setembro, trazendo como matéria de capa supercondutores. A edição logo se esgotou. A reimpressão também. E logo no primeiro dia nas bancas, cinco mil pessoas passam a assiná-la.
Em 1995, a Super passou por reformas no projeto gráfico, passando a ter mais infográficos, sendo que diversos foram premiados em feiras internacionais.
Em 1998, para comemorar os dez anos de publicação, a Super lançou um CD com a maioria das matérias já lançadas. Tal ideia foi reaproveitada no aniversário de quinze anos, 2002, quando passou a lançar anualmente a coleção completa de todas as suas edições, desde 1987 até o atual ano, em formato digital escaneadas em CD-ROMs. Na coleção, o usuário encontra um software próprio para visualizar as reportagens.
Depois de diversos anos publicando apenas artigos na área de ciências exatas e biológicas, passa a publicar também artigos de ciências humanas e sociais. Essa preocupação com leitores apreciadores da divulgação científica tem se expandido para a concorrente da Super, a revista Galileu. Consequentemente, só restando a técnica e aprofundada Scientific American Brasil, algo que não é mais a preocupação de Super que busca informar o público leigo.

## Seções
Nomes atuais das seções da revista. Entre parênteses estão os nomes anteriores:
- Cardápio - Índice que indica as páginas onde se encontram as reportagens e seções da revista.
- Primeira Página (Escuta, Agora Escuta, Carta ao Leitor) - Editorial da revista, sempre escrito pelo Redator-Chefe;
- Essencial  - Abertura das matérias da revista; é dividida em "Uma imagem", com uma foto intrigante, e "Mil palavras", conteúdo original da seção, e um artigo de opinião
- Supernovas (Notícias Superinteressantes, Supernotícias) - notícias mais novas da ciência.
- Ciência Maluca - Pesquisas científicas inusitadas, geralmente com resultados insignficantes.
- Conexões - Dois assuntos diferentes conectados em 5 partes, como "Do Chaves ao Chávez";
- Oráculo (Superrespostas, Superintrigante, Perguntas Superintrigantes) - respostas a perguntas enviadas por leitores. Antes a seção tinha um viés mais informativo, eventualmente foi trocada pelas respostas de um informal e bem-humorado "Oráculo".[4]
- Coisas (SuperRadar, Superfetiche) - Combinação de duas seções anteriores, "SuperMultimídia", com novidades de cultura, e "Tech", com equipamentos  e utensílios.
- Manual (Supermanual) - "Guia do Sobrevivente" é o subtítulo. Criada em Junho de 2005, ensina como sobreviver em situações como "o pára-quedas não abre" e "escapar de feras".
- Zoom - coleção de imagens de um tema só, geralmente misturando arte com ciência;
- Mundo Super  (Desabafa, Cartas) - Seção das mensagens dos leitores, bem como destaque para edições especiais da revista, postagens no site e redes sociais, e correções de erros nas edições passadas,.
- Banco de Dados - Banco de dados sobre um determinado assunto.
- Como Funciona - Infográfico explicando um local ou tópico específico. Hoje incorporado ao Supernovas.
- Realidade Alternativa (E Se..., Surreal, Superfantástico) - Originalmente uma coluna respondendo hipóteses fantasiosas como "E se a Lua não existisse?", "…Hitler tivesse vencido?" e "…a Terra girasse pro outro lado?", eventualmente foi trocada por contos de história alternativa e ficção científica.
- Última Página (Matriz, SuperPôster) - Um infográfico com fatos e pessoas interligados (os pontos mais altos e baixos da Terra, os ETs da ficção),

## Diretores de redação
- Almyr Gajardoni (1987-1994)
- Eugênio Bucci (1994-1998)
- André Singer (1998-2000)
- Adriano Silva (2000-2004)
- Denis Russo Burgierman (2005-2007)
- Sérgio Gwercman (2007-2012)
- Denis Russo Burgierman (2012-2016)
- Alexandre Versignassi (2016 - presente)

## Família Super
Revistas que surgiram a partir de edições especiais da revista.
- Mundo Estranho (agosto de 2001) - originalmente era um especial, trazendo as melhores perguntas de Superintrigante. Fez tanto sucesso que rendeu uma sequência, e, mais tarde, deu origem à revista. Responde perguntas e traz muitas curiosidades, geralmente sobre entretenimento. Voltada principalmente a adolescentes.
- Aventuras na História (junho de 2003) - revista exclusivamente sobre história. Gerou muitos similares na concorrência.
- Revista das Religiões (maio de 2003) - assuntos ligados a religião, através de uma abordagem ecumênica. Deixou de circular em julho de 2005.
- Vida Simples (janeiro de 2003) - filosofia tipicamente de origem oriental e assuntos como ioga.

## Prêmios
Prêmio ExxonMobil de Jornalismo (Esso)
Esso de Criação Gráfica, na categoria revista
| Ano  | Autor                                                                         | Obra                      | Resultado |
| ---- | ----------------------------------------------------------------------------- | ------------------------- | --------- |
| 1998 | Luiz Iria e Alceu Chiesorin Nunes                                             | "MONTADO NA FÚRIA"        | Venceu    |
| 2008 | Adriano Sambugaro, Josi Campos, Carlo Giovani, Fabiano Silva e Rodrigo Ratier | "Quando a Máquina dá Pau" | Venceu    |